# ICSA Labs
ICSA Labs började som medlemsorganisationen National Computer Security Association (NCSA) 1989 med uppgift att öka medvetenheten om behovet av datasäkerhet och att ge utbildning om olika säkerhetsprodukter och tekniker. I början fokuserade NCSA nästan enbart på certifieringen av antivirusprogram. NCSA arbetade enligt Consortia-modellen från Consortia Advancing Standards in Research Administration Information tillsammans med antivirusprogramleverantörer för att utveckla ett av de första  certifieringssystemen för antivirusprogram.
Organisationen ändrade namn först till International Computer Security Association (ICSA) 1998 för att undvika förväxling med National Center for Supercomputing Applications. Namnet ändrades senare till TruSecure som 2004 gick samman med Betrusted Holdings och bildade Cybertrust. ICSA Labs var en oberoende division i Cybertrust och är i Verizon efter köpet av Cybertrust 2007.
Verksamheten har under det senaste decenniet utökats med andra certifieringsprogram för andra säkerhetsrelaterade produkter. För närvarande tillhandahåller ICSA Labs resurser för forskning, intelligens, certifiering och testning av produkter, inklusive antivirus, brandvägg, IPsec, kryptering, SSL VPN, nätverkets IPS, anti-spyware och PC-brandväggsprodukter.